# Alfred Hugh Harman
Alfred Hugh Harman (1841 - 23 de mayo de 1913) fue un pionero de la fotografía y fundador de Ilford Photo.

## Carrera
Harman inició un negocio de fotografía en 1862 en Peckham utilizando el calotipo inventado por William Fox Talbot. En 1879 abandonó su estudio fotográfico para trasladarse a Ilford, un pueblo muy cercano a Londres donde empezó a fabricar placas de gelatino-bromuro en el sótano de su casa.
El crecimiento que experimentó el mercado fotográfico le proporcionó los beneficios que necesitaba para crear instalaciones específicas y contratar trabajadores; en 1891 lanzó la empresa con el nombre 'Britannia Works'. Tuvo que ser relanzada en 1898 con el nombre The Britannia Works Limited y finalmente se renombró como Ilford Limited en 1900.
En 1894, Harman se trasladó a Grayswood (Surrey).
- Datos: Q2835201